# Frontera
Frontera este o arie protejată (arie specială de conservare — SAC, sit de importanță comunitară — SCI) din Spania întinsă pe o suprafață de 8.807,4 ha, integral pe uscat.

## Localizare
Centrul sitului Frontera este situat la coordonatele 27°43′02″N 18°03′30″W / 27.7172°N 18.0584°V.

## Înființare
Situl Frontera a fost declarat sit de importanță comunitară în octombrie 1999 pentru a proteja 5 specii de plante și 1 specie de animale. Situl a fost protejat și ca arie specială de conservare în ianuarie 2010.

## Biodiversitate
Situată în ecoregiunea , aria protejată conține 9 habitate naturale: Faleze cu floră endemică de pe coastele macaroneziene, Câmpuri de lavă și excavații naturale, Pajiști macaroneziene cu vegetație endemică, Pante stâncoase silicioase cu vegetație casmofită, Păduri endemice cu Juniperus spp., Păduri macaroneziene de dafin (Laurus, Ocotea), Tufărișuri termo-mediteraneene și de pre-deșert, Păduri de pin endemic canariene, Păduri de Olea și Ceratonia.
La baza desemnării sitului se află mai multe specii protejate:
- plante (5): Bencomia sphaerocarpa, Cheirolophus duranii, Cistus chinamadensis, Morella rivas-martinezii, Ophioglossum polyphyllum
- mamifere (1): Plecotus teneriffae